# 楊貴妃 (唐懿宗)
杨氏（833年—865年5月17日），弘农郡人，唐懿宗妃。史书无载，生平见于其墓志。
家世不详。“以良家子选居禁掖，而待年于公宫”。生前受封楚国夫人。咸通六年（865年）四月十九日，逝世于大内，年三十二，追赠贵妃。同年七月二十三日，安葬于京兆府万年县崇道乡夏侯村。